# Vermomming
Vermomming is het aannemen van een andere uiterlijke verschijning.
Het vermommen kan plaatsvinden tijdens feestelijkheden maar ook met het doel anderen te misleiden. Zo kan een spion of misdadiger zich vermommen om de vijand te misleiden en zijn of haar doel te bereiken.
Een filmster die in zijn films als hilarisch beschouwde vermommingen gebruikte was Peter Sellers als inspecteur Clouseau.